# Хлиніно (Фатезький район)
Хлиніно (рос. Хлынино) — присілок в Фатезькому районі Курської області Російської Федерації.
Населення становить 45 осіб. Входить до складу муніципального утворення Великожировська сільрада.

## Історія
Населений пункт розташований на території українського етнічного та культурного краю Східна Слобожанщина.
Від 2004 року входить до складу муніципального утворення Великожировська сільрада.

## Населення
| 2002 | 2010 |
| ---- | ---- |
| 45   | →45  |